# Adicella dharasena
Adicella dharasena är en nattsländeart som beskrevs av Schmid 1961. Adicella dharasena ingår i släktet Adicella och familjen långhornssländor. Inga underarter finns listade i Catalogue of Life.